# Marie Feesche

Im Osterlicht, Hannover, 1927, Erstauflage

Marie Feesche/Adolf Brauer – Gottes Wort, Hannover, Auflage 1927

Marie Feesche (* 14. November 1871 in Hannover; † 7. Mai 1950 ebenda) war eine deutsche Schriftstellerin.

## Leben
Marie Feesche war die Tochter des Verlegers Heinrich Feesche (1837–1890). Sie erhielt ihre Schulausbildung an einem Lyzeum. Später schrieb sie Rezensionen. Und ab 1904 veröffentlichte sie literarische Werke im Verlag ihres Vaters. Sie lebte in Hannover und in Eimke/Uelzen.
Marie Feesche war Verfasserin von erzählenden Werken und Gedichten. Ihre Gedichtbände erschienen in hohen Auflagen (von dem Titel Himmelsglanz wurden bis Ende der 1950er über 85000 Exemplare verkauft); Feesches Gedichte fanden auch als Postkartentexte Verbreitung.
Die Kasseler Komponistin Luise Greger vertonte ein Gedicht von Marie Feesche mit dem Liedtitel Gottes Hände, op. 107/1.

## Werke
- Erntesegen. Hannover 1905.
- Von Wanderwegen. Hannover 1908.
- Von blühenden Hecken. Hannover 1910.
- Fallende Tropfen. Hannover 1913.
- Freude und Friede. Hannover 1914.
- Wandergruß zum neuen Jahre. Hannover 1914.
- Im wachsenden Licht. Hannover 1915.
- Vom segnenden Leid in harter Zeit. Hannover 1915.
- Von Krieg, Sieg und Segen. Hannover 1915.
- Den Müttern. Hannover 1916.
- Gottes Wort und Luthers Lehr vergehen nun und nimmermehr. Hannover 1917 (zusammen mit Adolf Brauer).
- Ein Gruß in die Ferne. Hannover 1917.
- Vom goldenen Schein. Hannover 1918.
- Fremdenbuch der Familie. Hannover 1919.
- Meine lieben Freunde!. Hannover 1919.
- Vom Leben, Lieben und Leiden. Hannover 1920.
- Von einem goldenen Tage, einem reichen Jahre und einem Stücklein Leben. Hannover 1921.
- Der Tod ist verschlungen in den Sieg. Berlin-Dahlem 1922.
- Dir zur Freude. Hannover 1923.
- Leuchtende Spuren. Leipzig 1923.
- Bei mir daheim. Hannover 1925.
- Himmelsglanz. Advents- und Weihnachtslieder. Hannover 1926.
- Vom ungeprägten Gold. Hannover 1926.
- Aus der Kinderstube kleiner und großer Leute. Hannover 1927.
- Im Osterlicht. mit Scherenschnitten von Ruthild Busch. Hannover 1927.
- Liebe stark und zart, Liebe von allerlei Art. Hannover 1927.
- Blühende Wunder. Hannover 1928.
- Wanderbüchlein für besinnliche Leute. Hannover 1928.
- Auf den Spuren eines deutschen Künstlers. Eine Wegstunde mit D. Rudolf Schäfer. Hannover 1929.
- Christnacht im Walde. Naunhof b. Leipzig 1930.
- Gib mir dein Herz. Hannover 1930.
- Dein Licht kommt. Hannover 1931.
- Trostbrünnlein. Hannover 1931.
- Frau Michael. Hannover 1932.
- Licht ist dein Kleid. Hannover 1932.
- Trutz Not, trutz Tod. Hannover 1932.
- An deiner Krippe. Hannover 1933.
- Freunde und Gäste. Hannover 1933.
- Glück für mich und Glück für dich. Hannover 1933.
- Vater unser. Hannover 1933.
- Leben. Hannover 1934.
- Meine Seele ist stille. Hannover 1934.
- Mutter und Kind. Hannover 1934.
- Morgenfrühe. Hannover 1935.
- Der Tag der Frau. Hannover 1935.
- Heimat – du Mutter!. Hannover 1936.
- Herbstreife. Hannover 1938.
- Ihm leben sie. Hannover 1938.
- Laßt uns gehen und sehen. Hannover 1938.
- Der Sternenbrunnen. Hannover 1940.

Herausgeberschaft

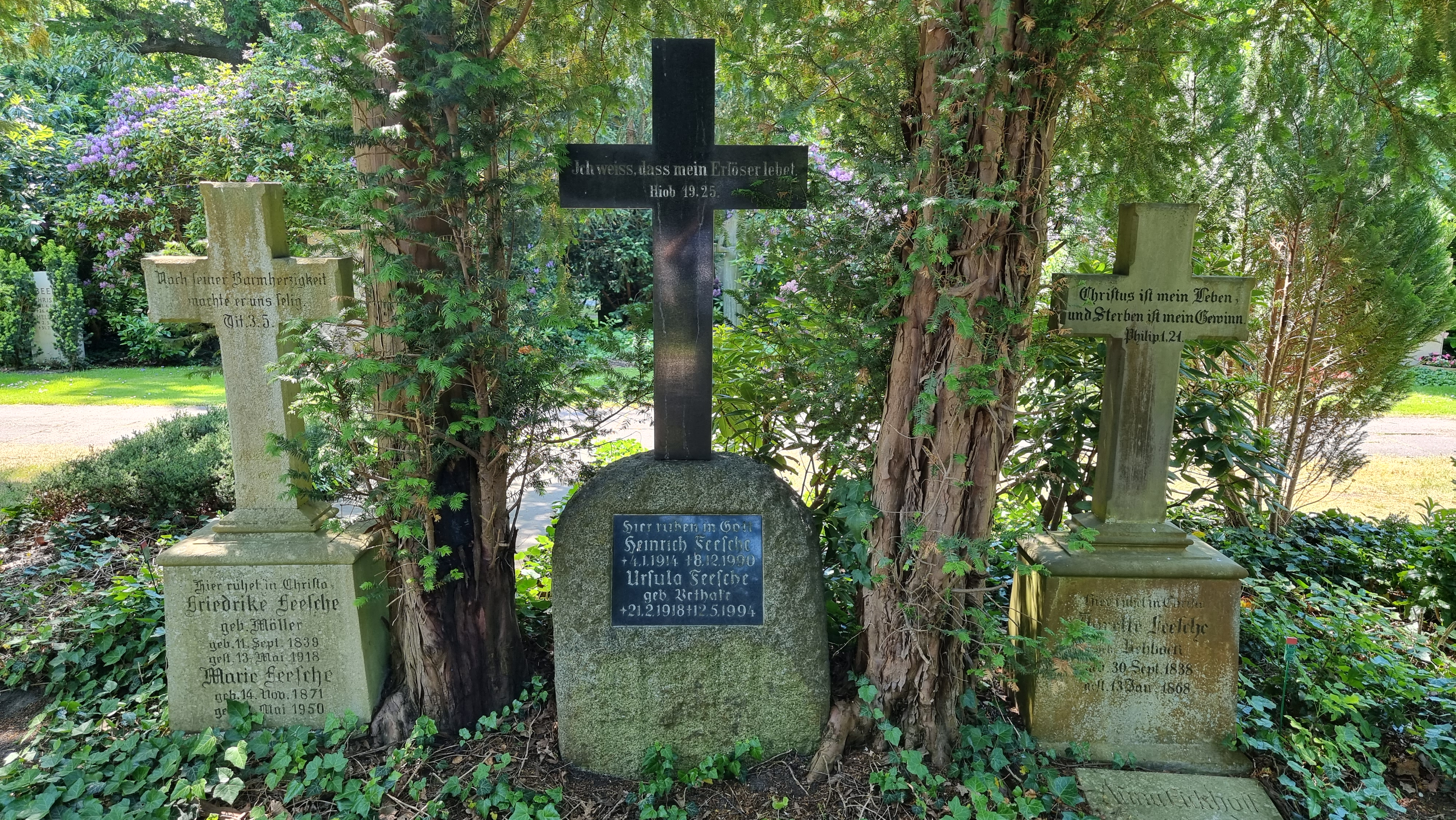
Grabstellen der Familie um Marie Feesche auf dem Stadtfriedhof Engesohde

- Caroline Jacobshagen: Licht von oben. Hannover 1935.